# حزب القراصنة (السويد)
حزب القراصنة (بالسويدية:Piratpartiet) هو حزب سياسي في السويد تأسس عام 2006، وهو حالياً ثالث أكبر الأحزاب السويدية من حيث عدد الأعضاء. شعبيته المفاجئة بدأت ترتفع لتتكون أحزاب تحمل نفس الاسم وتسعى لذات الأهداف في أوروبا وحول العالم تشكل أممية أحزاب القراصنة.
يسعى الحزب إلى إصلاح القوانين المتعلقة بالملكية الفكرية والدفاع عن المصدر الحر للبرمجيات وبراءات الاختراع. كما تحمل أجندة الحزب أيضا تقوية وتعزيز حق الفرد في الخصوصية على الإنترنت وكذلك في حياته اليومية الاعتيادية إضافة إلى شفافية إدارة الدولة.
الحزب قرر دولياً أن يكون مستقلاً وأن يختار طريقاً مختلفاً عن أحزاب اليمين أو اليسار المعروفة على الساحة السياسية.
شارك الحزب في الانتخابات العامة التي جرت في السويد عام 2006 لأول مرة منذ إنشائه حاصداً نسبة 0.63 % من أصوات الناخبين ما جعله ثالث أكبر الأحزاب خارج البرلمان، حيث يتطلب التمثيل الحصول على نسبة 4 % من الأصوات.
وفيما يختص بالعضوية فقد تجاوز حزب الخضر السويدي في ديسمبر 2008، والحزب الليبرالي السويدي والديمقراطيين المسيحيين في أبريل 2009، وحزب الوسط السويدي في مايو 2009 ماجعله ثالث أكبر حزب سياسي في السويد.
منظمة شباب القراصنة (بالسويدية:Ung Pirat) الشريكة لحزب القراصنة هي الآن أكبر منظمة شبابية سياسية في السويد من حيث عدد الأعضاء.

حزب القراصنة مسجل ويعمل رسميا
حزب القراصنة، ناشط وغير مسجل
نقاشات في اطار حزب القراصنة الدولي
لا نشاط لحزب القراصنة

حصل حزب القراصنة على نسبة 7.13 % من مجمل أصوات الناخبين السويديين في انتخابات البرلمان الأوروبي في 2009. حيث يمثله كريستيان إنغستروم بمقعد واحد في البرلمان، إضافة إلى أميليا أندرسدوتر التي ستحصل على المقعد الثاني ما أن يتم التصديق على معاهدة لشبونة.

## دولياً
خارج السويد نشأت أحزاب القراصنة في 33 بلداً. (PPI) مستوحية المبادرة السويدية ويتعاونون معاً من خلال أممية أحزاب القراصنة.